# The Ordinaries
The Ordinaries ist das Spielfilmdebüt der deutschen Regisseurin Sophie Linnenbaum aus dem Jahr 2022. Er erlebte seine Premiere auf dem Filmfest München 2022 und startete am 30. März 2023 in den deutschen Kinos.

## Handlung
Der Film wird als Science-Fiction-Satire eingeordnet. Er spielt in der Filmwelt. Dort leben Hauptfiguren in reichen, schönen Verhältnissen und Nebenfiguren in tristen Wohnblocks. Menschen mit Filmfehlern wie Unschärfen oder Sprüngen und Schwarz-Weiß-Figuren werden dagegen als Outtakes ausgegrenzt und böser Absichten verdächtigt. Sie leben in einem heruntergekommenen Außenbezirk ohne Musik und handeln illegal mit schönen Geräuschen.
Die begabte Schülerin Paula ist 16 Jahre alt und besucht seit vier Jahren die Schule für Hauptfiguren. Ihre Mutter Elisa ist eine Nebenfigur, die nur im Hintergrund arbeitet und über limitierte Möglichkeiten im Dialog verfügt. Wie sie Paula mit immer gleichen Worten erzählt, war ihr Vater Feinmann eine ganz besondere Hauptfigur, die sie sehr liebte, aber ums Leben gekommen ist, als die Outtakes das sogenannte Massaker anrichteten. Von irgendwo zwischen den Schnitten schaue er ihr zu.
Für ihre Abschlussprüfung muss Paula einen Monolog mit echten Emotionen einüben und dabei auch eine eindringliche Filmmusik aus ihrem Herzgerät hervorbringen, was ihr mit Leichtigkeit gelingt, wenn sie sich ausmalt, was sie mit ihrem Vater erleben würde, wenn er noch da wäre. Ihre Freundin Hannah, die in der glücklichen Hauptfigurenfamilie Cooper lebt, nimmt sie mit ins Archiv, damit Paula Aufnahmen ihres Vaters anschauen kann. Als sich zeigt, dass es dort keine Aufnahmen von ihm gibt, gerät Paula in eine Krise und kann nur noch klägliche Musik hervorbringen. Vom Hausmädchen der Familie Cooper, der Fehlbesetzung Hilde, bekommt sie den Tipp, auf einer anderen Liste – im Outtakeviertel – nach Feinmann zu suchen. Denn Outtakes werden nicht offiziell archiviert.
Nach schwieriger Suche findet sie Feinmann in einem einsamen Waldgebiet. Er ist keine Hauptfigur, sondern schwarz-weiß. Als der blinde Mann sie mit dem Namen ihrer Mutter anspricht, begreift sie, dass er in Wirklichkeit ihr Großvater ist, und findet schließlich auch ihren Vater: Dieser ist nicht im Aufstand der Outtakes umgekommen, sondern hat ihre Mutter verlassen, um eine neue Familie zu gründen. Er konnte es nicht ertragen, dass seine Tochter Paula ebenfalls schwarz-weiß ist. Als Paula ihre täglichen Herztabletten weglässt, verliert sie ihre Farbe. Von ihrer Mutter eilig geschminkt legt Paula ihre Prüfung ab und hält einen bewegenden Monolog als Liebeserklärung an ihre Mutter. Als sie mit Bravour bestanden hat, wischt sie ihre Schminke ab. Die Hauptfiguren, allen voran Hannahs Vater, wollen sie wütend der Schule verweisen und ins Outtakeviertel verbannen. Nach und nach offenbaren aber auch Hannah, der Lehrer und andere Figuren ihre Fehler und Mängel. In einem feierlichen Marsch bewegen sich Paula und viele andere in die Welt zwischen den Schnitten.

## Hintergrund
The Ordinaries ist eine Koproduktion von Das kleine Fernsehspiel (ZDF) und der Filmuniversität Babelsberg „Konrad Wolf“ mit Förderung von Nordmedia. Es handelt sich um den ersten Spielfilm der Regisseurin Sophie Linnenbaum.
Gedreht wurde der Film im Jahr 2021 an 35 Drehtagen unter dem Arbeitstitel Subtext in Berlin, Hannover, Eisenhüttenstadt, Estorf (Nienburg/Weser), Neustadt am Rübenberge, Potsdam und Kyritz.
Der Szenenbildner Max-Josef Schönborn war bei dem 2022 mit dem Studenten-Oscar ausgezeichneten Film Laika & Nemo beteiligt.
Die Filmmusik wurde vom Deutschen Filmorchester Babelsberg eingespielt.
The Ordinaries erlebte seine Premiere am 27. Juni 2022 auf dem Filmfest München und wurde danach auf dem Internationalen Filmfestival Karlovy Vary in der Sektion Christal Globe Competition und auf dem Filmkunstfest Mecklenburg-Vorpommern im Spielfilmwettbewerb aufgeführt. Später wurde das 29. Internationale Filmfest Oldenburg am 14. September 2022 mit dem Film eröffnet. Die US-Premiere fand am 10. März 2023 auf dem SXSW statt und der Film startete schließlich am 30. März 2023 in den deutschen Kinos.

## Kritik
Harald Mühlbeyer schreibt in seiner Kritik für Kino-Zeit: Es ist so selten, einen derart imaginativen und originellen und witzigen und intelligenten Film zu sehen! The Ordinaries ist außerordentlich in Idee wie Ausführung. Ein Film über das Filmsein; und dabei ganz großes Kino.
Auf der Website Filmstarts.de wird der Film mit vier von fünf Sternen bewertet. Der Kritiker Ulf Lepelmeier meint dort: Manchmal zahlt es sich aus, experimentierfreudig zu sein, sich von ungewöhnlich-schrägen Ideen nicht abbringen zu lassen, sondern an ihnen festzuhalten und diese auch umzusetzen. Regisseurin Sophie Linnenbaum („Väter Unser“) ließ sich zum Glück auch nicht beirren und hielt an ihrer außergewöhnlichen Prämisse einer streng hierarchisch organisierten Filmfiguren-Welt … fest.
Filmjournalist Dieter Oßwald lobt im Arthaus-Portal Programmkino.de die Originalität des Films und verweist auf die zahlreichen Auszeichnungen: Das vordergründige Fantasie-Spektakel (inklusive Gastauftritten von Lassie und Forrest Gump!) entpuppt sich immer mehr als nachdenkliche Politsatire über Macht, Ungerechtigkeit und Widerstand. Der Mut zum Risiko wurde belohnt: Neun Auszeichnungen zieren das Filmplakat.
Bei der Deutschen Film- und Medienbewertung (FBW) erhielt der Film das Prädikat „besonders wertvoll“. Die Jury hebt den Film dabei hervor als „schräg und schrill und in den Hauptaussagen dennoch nicht übermäßig überzogen.“ The Ordinaries sei dabei ein „ungewöhnlicher Film, der ein „schwieriges“, weil gesellschaftskritisches Thema aufgreift“ und dies interessant und neu umzusetzen wisse.

## Auszeichnungen
The Ordinaries erhielt beim Filmfest München (2022) den Förderpreis Neues Deutsches Kino für Produktion und für Regie. Das Werk gewann den New Faces Award als bester Debütfilm. Beim 31. Filmkunstfest Mecklenburg-Vorpommern wurde er mit dem Nachwuchspreis der DEFA-Stiftung ausgezeichnet. Bei der Verleihung des Deutschen Filmpreises 2023 wurde das Szenenbild von Josefine Lindner und Max-Josef Schönborn sowie die visuellen Effekte von Johannes Blech für eine Auszeichnung nominiert.